# マキシミリアン・ハイダー
マキシミリアン・ハイダー（Maximilian Haider、1950年1月23日 - ）は、オーストリアの物理学者。

## 経歴
オーバーエスターライヒ州フライシュタット郡出身。クリスティアン・アルブレヒト大学キールとダルムシュタット工科大学で物理学を学び、ここで"Design, construction and testing of a corrected electron energy loss spectrometer with large dispersion and a large acceptance angle" (ドイツ語: "Entwurf, Bau und Erprobung eines korrigierten Elektronen-Energieverlust-Spektrometers mit grosser Dispersion und grossem Akzeptanzwinkel")というテーマで博士号を取得した。1989年、博士論文のための実験を行っていた欧州分子生物学研究所のPhysical Instrumentation Programのグループリーダーとなった。
カールスルーエ工科大学の名誉教授、また電子顕微鏡の補正装置を製造するドイツの企業であるCEOS社(Corrected Electron Optical Systems GmbH)の共同設立者、シニアアドバイザー、元代表である。

## 受賞等
電子顕微鏡への貢献、特に磁界多極子レンズを用いた電子光学収差の補正装置の開発に対して、ハラルド・ローゼ、クヌート・ウルバンとともに2011年のウルフ賞物理学部門を受賞した。彼らの貢献により、電子顕微鏡の解像度は、水素原子の半径相当の約50 pmに達した。3人は1992年に共同研究を始め、ハイダーは最初のプロトタイプを作り、1996年にヨアヒム・ザッハとともに、彼らの発明を製造販売するCEOS社を設立した。
2005年、ハイダー、ザッハ及び彼らが設立したCEOS社は、バーデン＝ヴュルテンベルク州からDr.-Rudolf-Eberle Prizeを受賞した。
ハイダー、ローゼ、ウルバンは、2006年にKarl-Heinz-Beckurts Prize、2008年に本田賞を受賞した。
2008年、カールスルーエ工科大学の名誉教授となった。
2010年2月19日、ハイダーの60回目の誕生日を記念して、ハイデルベルクで"Advances in Corrected Electron Microscopy in Materials Science and Biology"と題したシンポジウムが開催された。
2013年、収差補正電子光学を開発して電子顕微鏡の解像度を大幅に向上し、亜原子精度を可能とするブレイクスルーとなったことに対し、ローゼ、ウルバンとともにBBVA Foundation Frontiers of Knowledge Award 基礎科学カテゴリを受賞した。
2015年、王立顕微鏡学会の名誉フェローとなり、また物質・材料研究機構のNIMS賞を受賞した。
2020年にカヴリ賞ナノサイエンス部門受賞。